# Amanita manginiana
Amanita manginiana là một loài nấm thuộc chi Amanita trong họ Amanitaceae. Mũ nấm có đường kính 50 – 80 mm, ở giữa mũ có màu tối hơn. Cuống nấm cao 50 – 80 mm, màu trắng. Bào tử nấm có chiều dài 9.2 - 10.3 µm, chiều rộng 7.5 - 7.8 µm.
Nấm này được xếp vào nhóm nấm ăn được, tuy nhiên, vẫn cần phải có những kiểm nghiệm rõ ràng hơn.